# 趙文淵
趙 文淵（ちょう ぶんえん、生没年不詳）は、中国の北魏末から北周にかけての書家・官僚。字は徳本。本貫は南陽郡宛県。

## 経歴
北魏の尚薬典御の趙遐の子として生まれた。幼い頃から楷書や隷書を学び、11歳で皇帝に書を献上した。西魏が建国されると、大丞相府法曹参軍に任じられた。文淵の書法は鍾繇や王羲之に倣ったもので、筆勢に見るべきものがあった。当時の西魏の石碑や掲示は、文淵と冀儁の書によるものばかりであった。544年（大統10年）、白石県男に封じられた。宇文泰の命を受けて、黎景熙や沈遐らとともに『説文解字』と『字林』の六字体版を校定して刊行した。
554年（恭帝元年）に于謹らが江陵を攻め落とし、王褒が関中に入ると、西魏の貴族たちはこぞって王褒の書を学ぶようになり、文淵の書は顧みられなくなった。文淵はこのことを恨んで、言動の端々にも表れた。後に自分も王褒の書を真似ようとしたが、上手く行かず、批判にさらされた。石碑や掲示の書については、なおも余人の及ぶところではなく、王褒もまた文淵を推していた。当時の宮殿楼閣の扁額はみな文淵の手に成るものであった。県伯下大夫に任じられ、儀同三司の位を加えられた。北周の明帝の命により江陵を訪れて、景福寺碑を書いた。後梁の蕭詧に書の美しさを認められて、厚遇を受けた。566年（天和元年）、皇帝の政務の場である露寝が落成すると、文淵がその扁額を書き、その功績により200戸の増封を受けて、趙興郡太守に任じられた。文淵は外任にあっても、扁額や掲示を書く仕事が回された。後に病没した。

## 伝記資料
- 『周書』巻47 列伝第39
- 『北史』巻82 列伝第70